# Nimba (deusa)

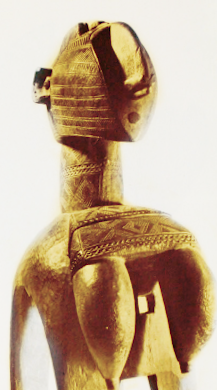

Nimba significa “alma grande”, é a deusa da fertilidade cultuada pela sociedade secreta Cimo nas festas da semeadura e colheita do arroz. Há relatos de jesuítas do séc. XVII sobre um ritual com a deusa Nimba feito pelo povo Baga. Os Nalu, na mesma região, adotaram a mesma deusa e seus ritos. O ritual ainda é praticado, a despeito da maioria da população hoje ser muçulmana e católica.

## Culto e Povos
Nimbas com mais de 1m de altura são usadas como máscaras apoiadas no ombro e compõem o traje do dançarino de alguns rituais. As Nimbas médias e pequenas, como a encontrada no Brasil, servem para serem cultuadas em uma espécie de altar.
Os Bagas são grandes caçadores, pescadores e produtores de arroz. Durante os primeiros tempos de contato com os navegadores portugueses, vendiam-lhes marfim e produtos da floresta. É uma sociedade patriarcal, mas com forte presença de mulheres em todos os níveis de decisão, o que é um sinal de uma sociedade matriarcal anterior.

## Estátua Descoberta no Brasil
A escultura foi encontrada no rio Ijuí por um pescador, no Rio Grande do Sul, após uma grande seca que fez o leito surgir próximo a um conjunto de ilhas no Rincão dos Mendes. Nos anos de 1980, a peça foi adquirida pelo artesão Getúlio Soares Lima, colecionador de artigos missioneiros.
Em 2016, o pesquisador Edison Hüttner, coordenador do Neabi, foi convidado para conhecer a coleção particular de Getúlio Soares em Santo Ângelo. Foi nesta oportunidade que Hüttner viu a peça e se interessou por pesquisá-la.

### Origem  da Escultura
Há muitas hipóteses sobre a origem da escultura. Ela pode ter chegado até o rio Ijuí proveniente de uma leva de escravos que chegou à região entre os séculos XVIII e XIX. Conhecem-se as seguintes levas:
- Em 1756, cerca de 190 escravos acompanharam um comando militar português que acampou por oito meses em Santo Ângelo.
- Em 1765, uma leva de negros da Guiné, proveniente da Bahia, chegou ao Rio Grande do Sul.
- Em 1784, cerca de 13 mil escravos da Guiné foram levados para Buenos Aires pelos tratados de comércio entre as coroas ibéricas.
- Em 1814, em Sete Povos da Missões, havia 250 negros.
- Quilombo próximo ao rio Conceição, que desemboca no rio Ijuí, cuja existência era conhecida à época da Revolução Farroupilha (1835-1845). O local, próximo à Villa de Cruz Alta (RS), na região das missões, abrigava escravizados da Guiné. Rituais africanos, proibidos pelo governo da época, eram realizados às escondidas dentro dos quilombos.[5]

### Importância
Segundo Edison Hüttner, a Nimba encontrada no Brasil é o primeiro artefato desse tipo descoberto e produzida em solo americano. Todas as peças hoje expostas em museus europeus e norte-americanos são provenientes da África.
Isso indica a existência de rituais autênticos de religiosidade africana praticados por afrodescendentes brasileiros.